# Yttre-Långviken
Yttre-Långviken är en bebyggelse vid sydöstra stranden av Tavelsjön i Tavelsjö distrikt i Umeå kommun. Vid 2023 års småortsavgränsning klassade Statistiska centralbyrån området som en småort.